# Bollos del ducado

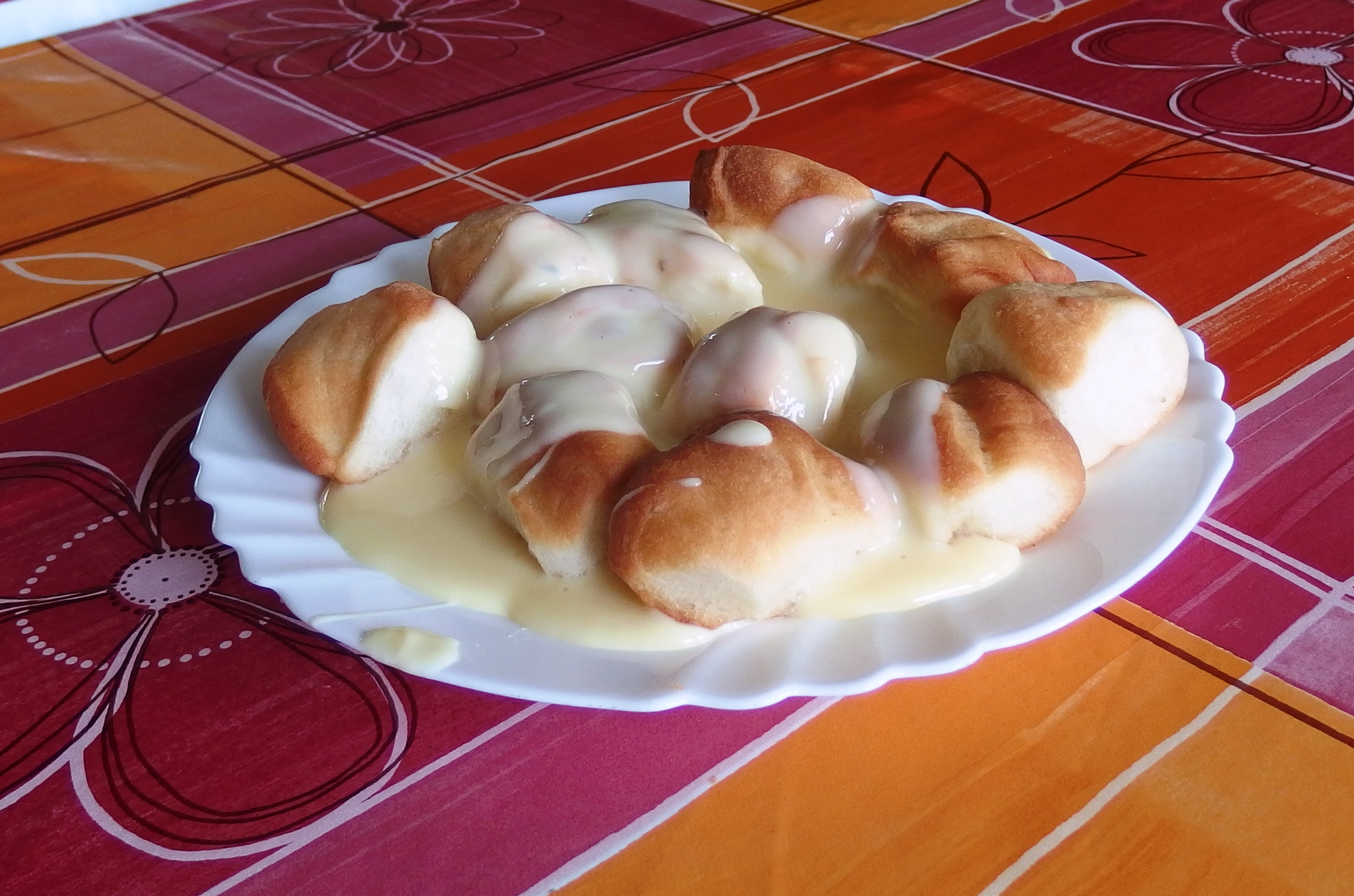
Bollos del ducado en el comedor de la escuela

Bollos del ducado (en eslovaco: dukátové buchtičky; en checo: dukátové buchtičky) es un plato dulce checo y eslovaco que consiste en bollos con levadura cubiertos con crema tibia de vainilla. Los bollos también se pueden servir según una receta francesa más antigua con manjar blanco, una espuma de vino hecha principalmente de vino y huevos, y se pueden servir con fruta fresca. Los bollos con manjar blanco son un plato tradicional centroeuropeo, su variante también se cocina en Baviera. Sin embargo, también se preparan platos similares en Inglaterra, Francia e Italia, donde una crema similar hecha de yemas de huevo, azúcar y vino dulce se llama zabaglione. La sustitución del manjar blanco por la crema de vainilla se produjo en el pasado por la influencia de la cocina en los comedores escolares y fábricas, donde el manjar blanco no cumplía con los estándares aplicables y fue sustituido por la crema de budín con leche.